# 華沙證券交易所
華沙證券交易所（波蘭語：Giełda Papierów Wartościowych w Warszawie）是位于波蘭首都華沙的證券交易所，是世界交易所联盟成員。1989年波蘭從共產主義陣營脫離之後，通過法國的援助而建立了這所證券交易所。它在1991年4月16日正式成立，頭天只有5只股票上市。截至2015年12月，其市值達2830億美元。

## 外部連結
- 官方網站 （页面存档备份，存于）
- Warsaw Stock Exchange at the World Federation of Exchanges
- NewConnect （页面存档备份，存于）
- WSEInfoSpace

52°13′49″N 21°01′24″E / 52.23028°N 21.02333°E